# Eureqa
Eureqa es un motor de modelado propietario creado originalmente por el Laboratorio de Inteligencia Artificial de Cornell y posteriormente comercializado por Nutonian, Inc. El software utiliza la búsqueda evolutiva de algoritmos genéticos para determinar ecuaciones matemáticas que describen conjuntos de datos en su forma más simple. Esta tarea se conoce generalmente como regresión simbólica en la literatura.

## Origen y desarrollo
Desde la década de 1970, la forma principal en que las empresas han realizado ciencia de datos ha sido contratando equipos de científicos de datos y proporcionándoles herramientas como R, Python, SAS y SQL para realizar modelado predictivo y estadístico. En 2007, Michael Schmidt, entonces estudiante de doctorado en Biología Computacional en Cornell, creía que el volumen de datos y la complejidad de los problemas que los humanos podían resolver aumentaban constantemente, pero no lo hacía el número de científicos de datos. En lugar de depender de más personas para llenar el vacío en la ciencia de datos, Schmidt y su asesor, Hod Lipson, inventaron Eureqa, creyendo que las máquinas podían extraer significado automáticamente de los datos. Eureqa es un "Científico de Datos Virtual" impulsado por inteligencia artificial que construye automáticamente modelos predictivos y analíticos, y permite a los expertos en dominios iterar rápidamente sobre ellos. TechCrunch ha llamado a Eureqa uno de los primeros ejemplos de Inteligencia de Máquina, la subdisciplina de la IA que automatiza el descubrimiento y la explicación de respuestas a partir de datos.
A principios de noviembre de 2009, el programa se puso a disposición para su descarga gratuita por parte de cualquier persona. Lipson describió el beneficio de la máquina al tratar con campos abrumados por datos pero que carecen de teoría para explicarlos. En la edición de octubre de 2011 de "Physical Biology", Lipson describió un experimento con levadura que predijo siete ecuaciones conocidas. Esto ocurrió después de que Lipson solicitara a científicos de diferentes disciplinas que compartieran su trabajo para probar la versatilidad de Eureqa.
El programa recibió el nombre de Eureqa en referencia a la famosa expresión de Arquímedes: "¡Eureka!", con la k reemplazada por una q para evocar la palabra ecuación.

## Tecnología
Eureqa funciona creando ecuaciones aleatorias con los datos a través de la búsqueda evolutiva de algoritmos genéticos. La mayoría de las ecuaciones no se ajustan bien a los datos, pero unas pocas se ajustan mejor que las demás y se utilizan como base para una nueva ronda de varias mil millones de ecuaciones más hasta que se alcanza un ajuste suficientemente bueno. Esto se ha utilizado para descubrir fórmulas con "relaciones invariantes", como las leyes de la naturaleza.

## Recepción y uso
Hasta 2015, más de 80,000 personas, incluidos investigadores, estudiantes y empresas Fortune 500, han utilizado el programa. Las personas han utilizado la aplicación para diversos fines, como analizar el pastoreo de ganado y comprender el comportamiento del mercado de valores.